# 元江 (河川)

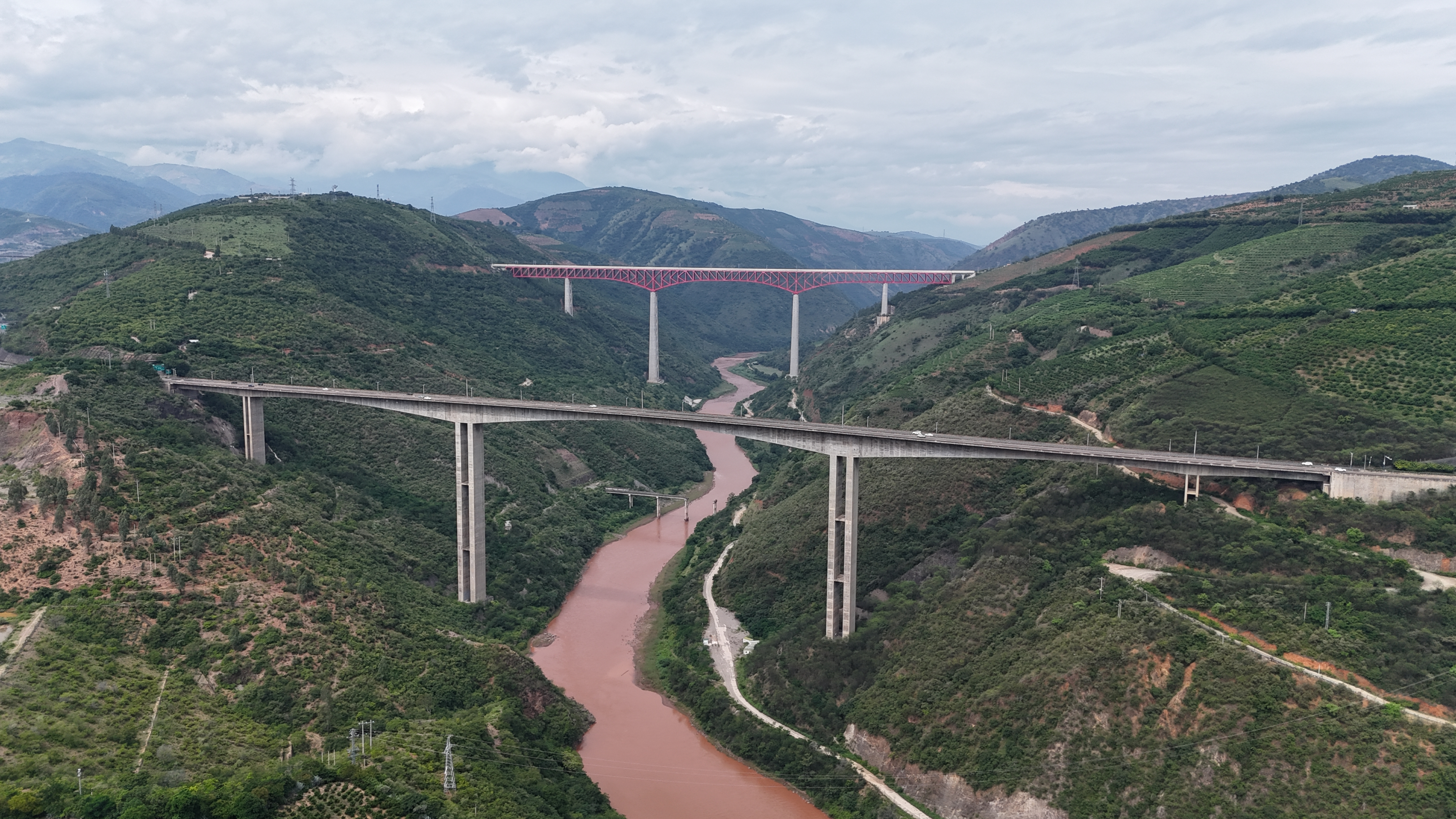
昆磨高速与玉磨铁路红河大桥

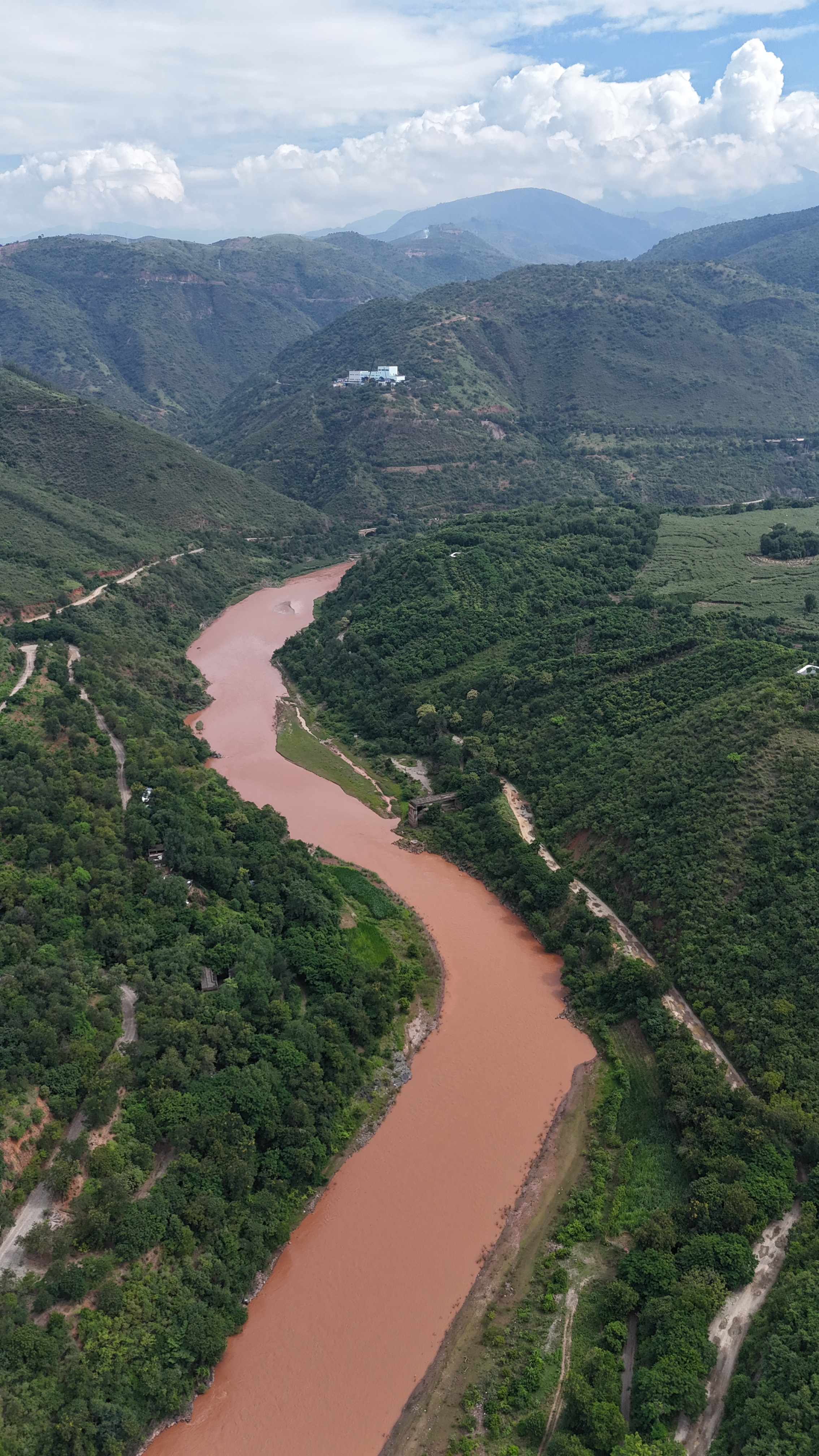
元江哈尼族彝族傣族自治县段元江干流

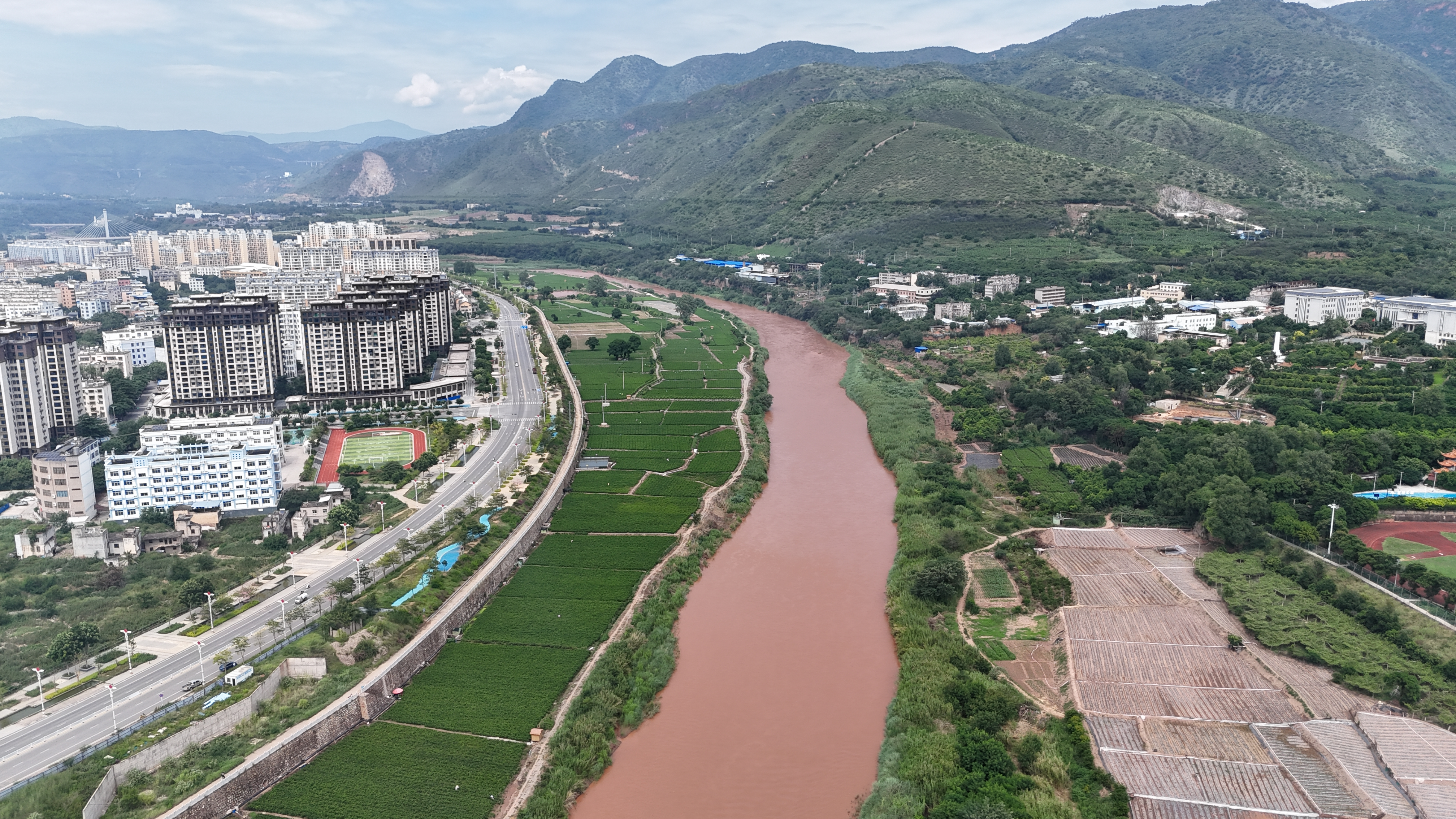
元江流经元江县城

元江，红河在中国境内河段名称，因河流多红色沙页岩地层，水呈红色，故又称“红河”。元江分为东、西两源，东源出自云南省祥云县；西源为正源，出自云南巍山县横断山脉的哀牢山东麓茅草哨，两源汇合后称“礼社江”，流入元江县境始称“元江”。流经地区有楚雄彝族自治州、玉溪市、红河哈尼族彝族自治州三州、市，自河口瑶族自治县流入越南。

## 支流
紅河－元江水系在中國境內流域面積大於100km²的支流有53條，大於1,000km²的支流有17條，大於5,000km²的支流有4條。主要支流有李仙江、籐條江（勐拉河）、盤龍江與普梅河（南利河）等，這4條支流在中國境內自成獨立水系，流入越南後分別稱為黑水河、南那河、瀘江與儒桂河。

### 禮社江主要支流
- 南澗河（右）：南澗彝族自治縣、巍山彝族回族自治縣
- 毗雄河（苴力河，左）：南澗彝族自治縣、彌渡縣、祥雲縣
- 牛街河（右）：南華縣、彌渡縣、南澗彝族自治縣
- 一街河（左）：南華縣、彌渡縣、祥雲縣
- 五街河（左）：楚雄市、南華縣
- 三街河（左）：楚雄市、南華縣
- 自雄河（左）：楚雄市
- 資郎河（左）：楚雄市
- 大舊村河（左）：楚雄市
- 不管河（右）：雙柏縣、楚雄市
- 麻嘎河（右）：雙柏縣
- 小江河（右）：雙柏縣
- 馬龍河（左）：雙柏縣、楚雄市
- 石板河（左）：雙柏縣

### 元江主要支流

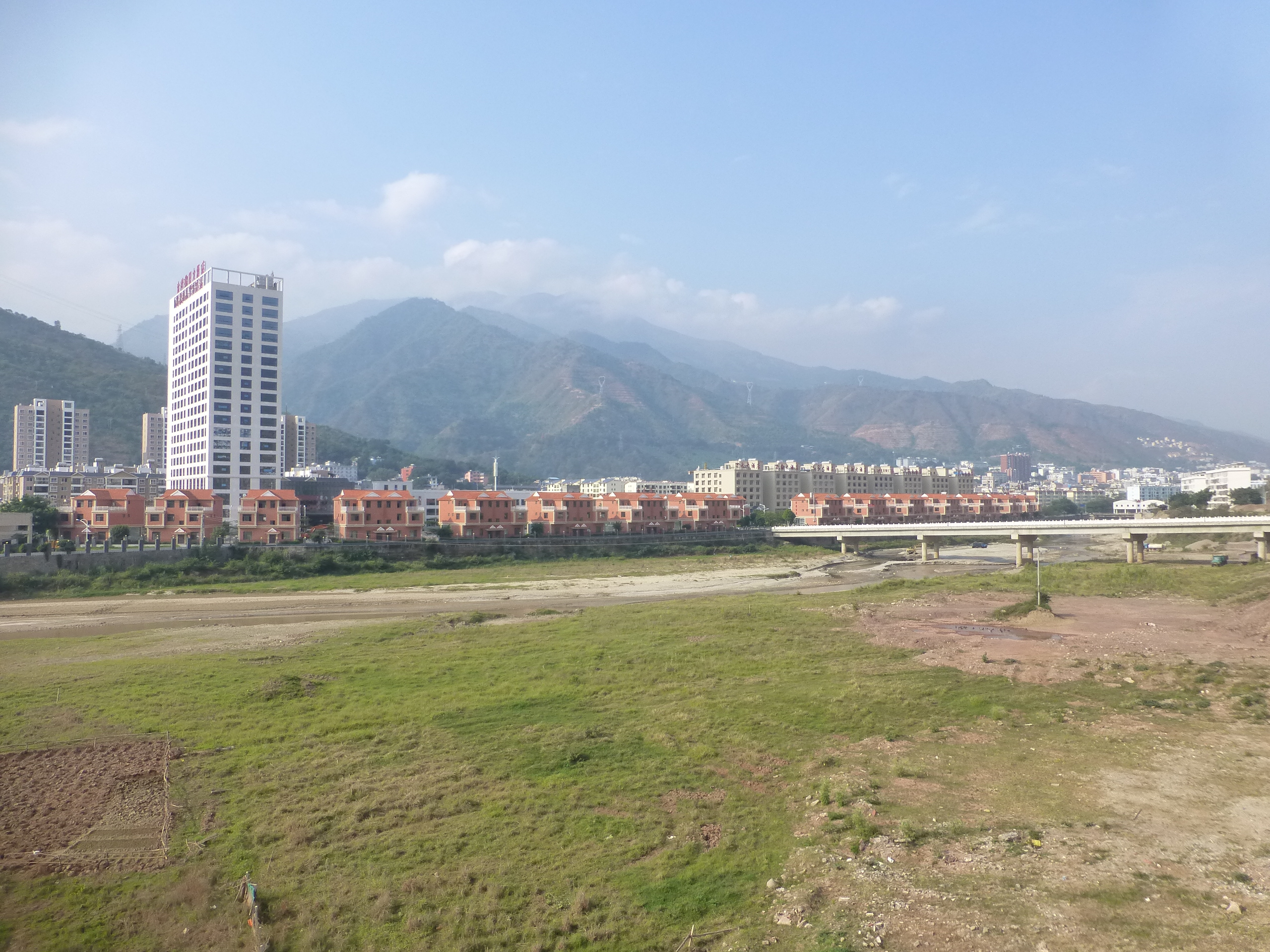
南沙河

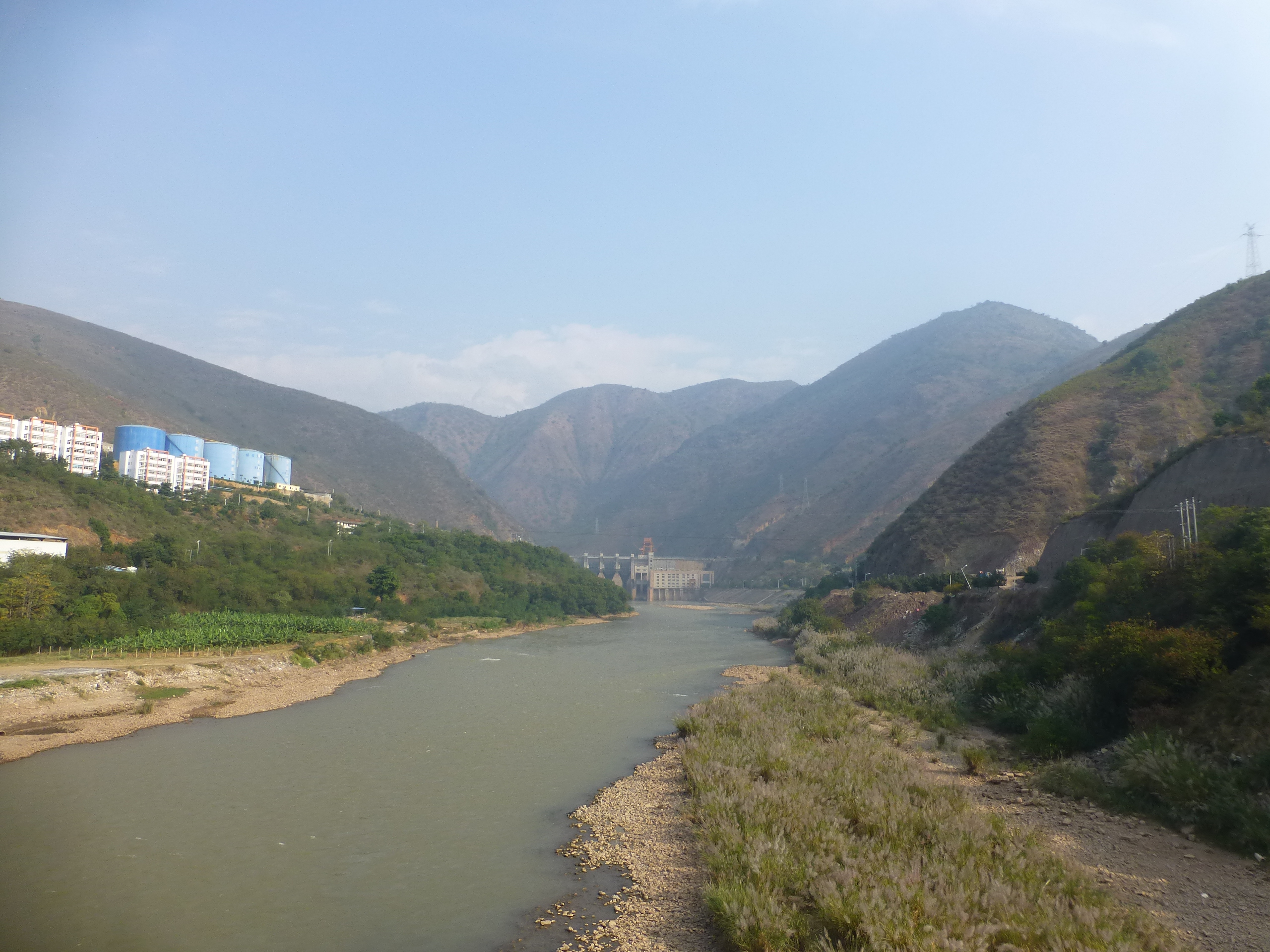
红河南沙大坝

- 綠汁江（左）：新平彝族傣族自治縣、雙柏縣、峨山彝族自治縣、易門縣、祿豐縣
- 大春河（右）：新平彝族傣族自治縣
- 比里河（左）：新平彝族傣族自治縣
- 棉花河（右）：新平彝族傣族自治縣
- 曼干河（左）：新平彝族傣族自治縣
- 峨德河（左）：新平彝族傣族自治縣
- 曼蚌河（右）：新平彝族傣族自治縣
- 西泥河（左）：新平彝族傣族自治縣
- 南獨河（左）：新平彝族傣族自治縣
- 溪泥河（左）：新平彝族傣族自治縣
- 挖窰河（右）：新平彝族傣族自治縣、元江哈尼族彝族傣族自治縣
- 坡頭河（左）：新平彝族傣族自治縣
- 西拉河（左）：元江哈尼族彝族傣族自治縣、新平彝族傣族自治縣
- 南溪河（右）：元江哈尼族彝族傣族自治縣
- 清水河（右）：元江哈尼族彝族傣族自治縣、紅河縣
- 擋楚河（左）：元江哈尼族彝族傣族自治縣
- 南巴冲（左）：元江哈尼族彝族傣族自治縣
- 尼上河（右）：元江哈尼族彝族傣族自治縣
- 南滿河（右）：元江哈尼族彝族傣族自治縣
- 大坡河（右）：元江哈尼族彝族傣族自治縣
- 南四冲（左）：元江哈尼族彝族傣族自治縣
- 南昏河（右）：元江哈尼族彝族傣族自治縣、紅河縣
- 河底河（左）：石屏縣、新平彝族傣族自治縣
- 哈龍河（右）：紅河縣
- 七星河（右）：紅河縣
- 大寨河（右）：紅河縣、元陽縣
- 壩頭河（左）：建水縣
- 鷄渣河（左）：建水縣
- 養馬河（左）：建水縣
- 者那河（右）：元陽縣
- 龍岔河（左）：箇舊市、建水縣
- 富毖羅巴（右）：元陽縣
- 羊角河（左）：箇舊市
- 馬老河（右）：元陽縣
- 普沙河（左）：箇舊市
- 洋細河（右）：元陽縣
- 蠻提河（右）：元陽縣
- 蠻枯河（右）：元陽縣

- 逢春嶺河（右）：元陽縣
- 乾溝（左）：蒙自市、箇舊市

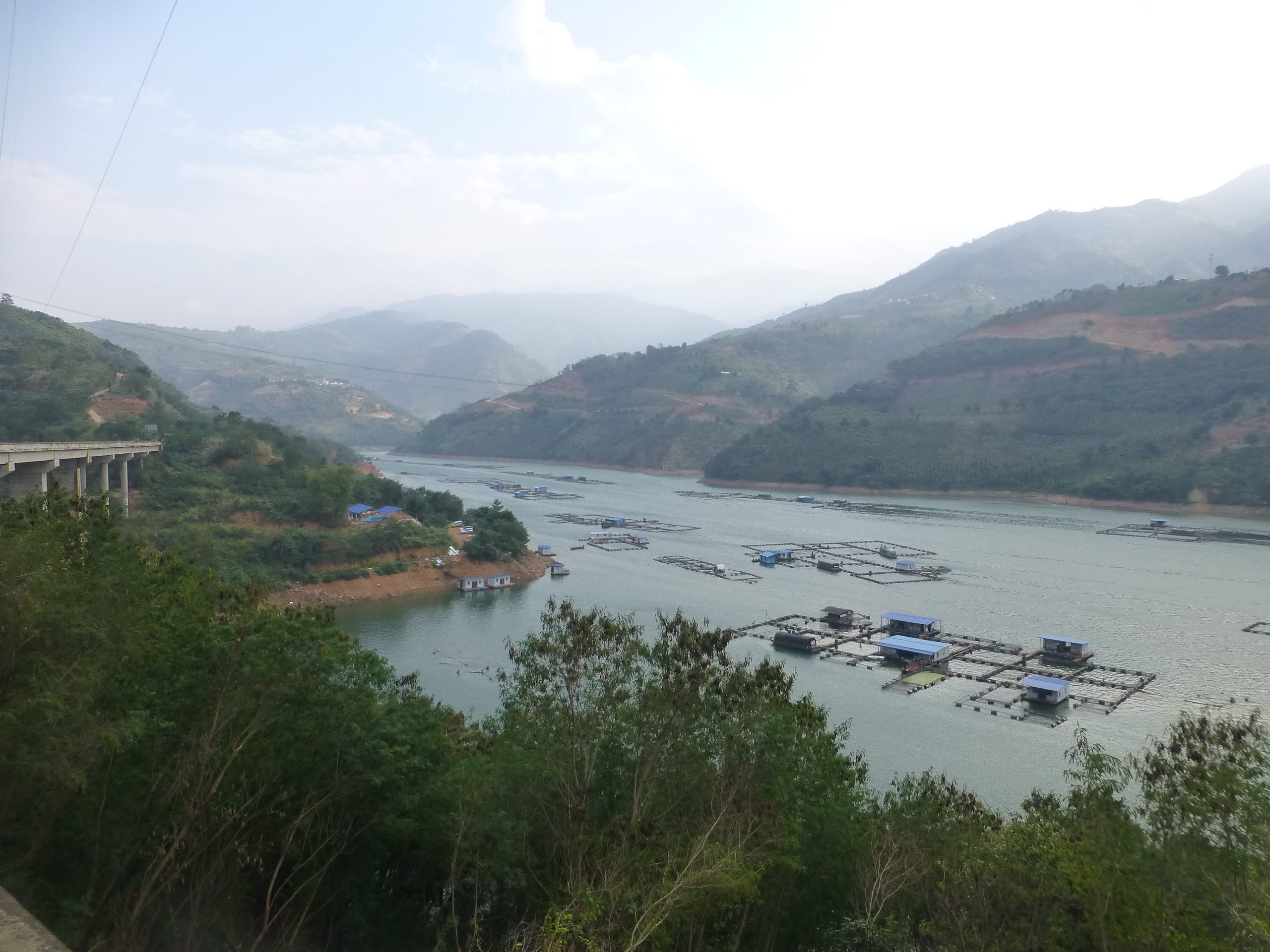
元江马堵山水库(元阳县/个旧市)

- 河口河（右）：金平苗族瑤族傣族自治縣、元陽縣
- 麻子河（右）：金平苗族瑤族傣族自治縣
- 綠水河（左）：箇舊市、蒙自市、屏邊苗族自治縣
- 大寨河（右）：金平苗族瑤族傣族自治縣
- 清水河（左）：河口瑤族自治縣、箇舊市、屏邊苗族自治縣

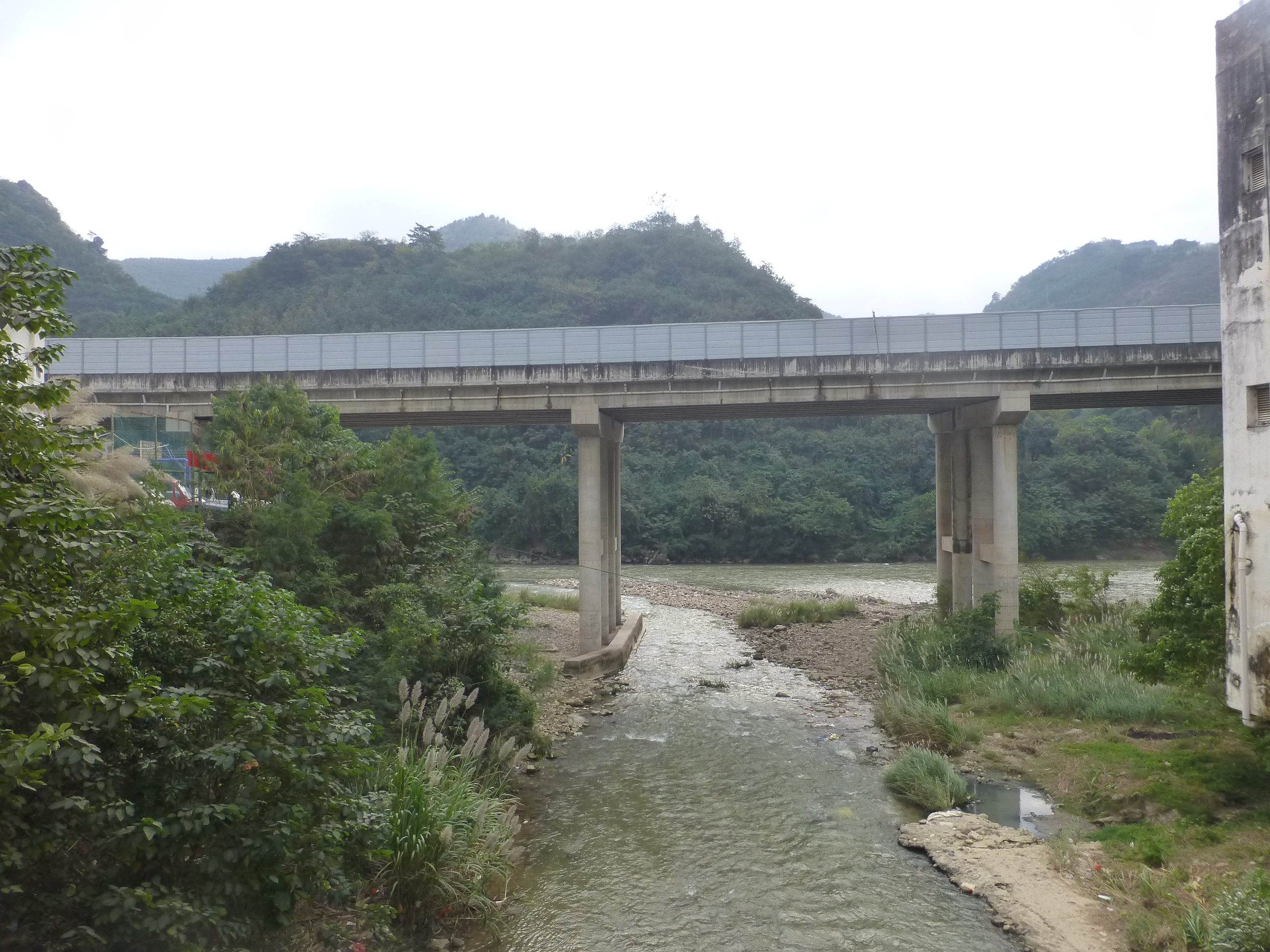
新現河入元江(在河口县莲花滩乡)

- 新現河（左）：河口瑤族自治縣、屏邊苗族自治縣
- 清橋河（右）：金平苗族瑤族傣族自治縣
- 小者蘭河（右）：金平苗族瑤族傣族自治縣
- 達溝河（左）：河口瑤族自治縣
- 龍博河（右）：金平苗族瑤族傣族自治縣、越南老街省
- 南溪河（左）：河口瑤族自治縣、馬關縣、屏邊苗族自治縣、蒙自市

## 水电开发
元江干流规划十一级开发，依次为：
1. 嘎洒江一级水电站（三江口）：装机270MW，正常水位库容14.91亿立方米，调节库容7.32亿立方米，年调节，2015年开工建设
2. 嘎洒水电站：
3. 峨德河水电站：
4. 漠沙水电站：
5. 桥头水电站：130MW在建
6. 罗垤水电站：80MW在建
7. 大黑山水电站：前期工作阶段
8. 马堵山水电站：装机288MW，总库容5.51亿立方米，调节库容2.6亿立方米，不完全年调节。2011年建成发电。
9. 南沙水电站：装机150MW。已建成。
10. 新街水电站：前期工作阶段
11. 大湾水电站：